# Zhongfeng (socken i Kina, Henan)
Zhongfeng (kinesiska: 中峰, 中峰乡) är en socken i Kina. Den ligger i provinsen Henan, i den centrala delen av landet, omkring 220 kilometer öster om provinshuvudstaden Zhengzhou. Antalet invånare är 25 288. Befolkningen består av 12 705 kvinnor och 12 583 män. Barn under 15 år utgör 24,0 %, vuxna 15-64 år 65 %, och äldre över 65 år 10,0 %.
Genomsnittlig årsnederbörd är 888 millimeter. Den regnigaste månaden är juli, med i genomsnitt 196 mm nederbörd, och den torraste är januari, med 7 mm nederbörd.